# Octavio Vial
Octavio Vial (* 26. Dezember 1919; † 19. Januar 1989) war ein mexikanischer Fußballspieler und Trainer, der die mexikanische Fußballnationalmannschaft bei der Fußball-Weltmeisterschaft 1950 betreute. Als Spieler agierte er im Sturmzentrum und war als erwachsener Spieler ausschließlich und als Trainer meistens für den Club América im Einsatz. Mit 148 Toren ist er der dritterfolgreichste Torschütze in der Geschichte des Club América nach Luis Roberto Alves (190 Treffer) und Cuauhtémoc Blanco (152).

## Biografie

### Spieler
Sein Spitzname La Pulga (deutsch: der Floh), den Vial wegen seiner geringen Körpergröße, Schnelligkeit und Dynamik bereits in seiner Jugend erhalten hatte, sollte ihn ein Leben lang begleiten.
Im Alter von zehn Jahren kam la Pulga Vial 1930 auf Einladung eines Offiziellen des Real Club España in dessen Nachwuchsbereich. Dort fühlte er sich allerdings nicht wohl und wechselte daher lieber zu Lusitania, einem Verein aus der Colonia Roma. Bei einem Spiel zwischen Lusitania und América wurde dessen Trainer auf Vial aufmerksam, weil es für seine Mannschaft immer dann gefährlich wurde, wenn Octavio an den Ball kam. Unmittelbar nach dem Spiel ging er auf den Jugendlichen zu und bot ihm einen Vertrag bei América an. Vial überlegte nicht lange und gehörte seither zur Mannschaft des Club América.
Zum ersten Mal trug er das América-Trikot 1936. Sein Debüt in der Liga Mayor gab er im Mai 1937 in einem Spiel gegen den Real Club España, bei dem es ihm seinerzeit nicht gefallen hatte. Am Ende seiner ersten Saison (1937/38) gewann er mit seiner Mannschaft die Copa México. Gut zehn Jahre später zwang ihn ein Wadenbeinbruch in der Saison 1948/49 zur Beendigung seiner Spielerlaufbahn.

### Trainer
In der folgenden Saison 1949/50 übernahm er das Traineramt beim Club América und war somit unmittelbarer Nachfolger von Rafael Garza Gutiérrez, der den Verein bis dahin trainiert hatte und 33 Jahre zuvor bereits an seiner Gründung beteiligt war. Garza Gutiérrez führte im selben Jahr auch die mexikanische Nationalmannschaft zur WM 1950, bei der ebenfalls Octavio Vial seine Nachfolge angetreten hatte und die Mexikaner während der WM betreute, wo sie aber absolut chancenlos waren und sämtliche Spiele (0:4 gegen Gastgeber Brasilien, 1:4 gegen Jugoslawien und 1:2 gegen die Schweiz) verloren. Nach der WM und insgesamt fünf Länderspielen (die beiden anderen waren Vorbereitungsspiele Ende Mai 1950 gegen Spanien, die mit 1:3 und 0:0 endeten), legte er sein Amt als Nationalcoach nieder und widmete sich ausschließlich dem Vereinsfußball.
In der Saison 1950/51 übernahm er den CF Atlante – Nachfolger von Lusitania, bei dem er einige Jahre seiner Jugend verbrachte – und führte ihn zum Pokalsieg 1951 und zur Vizemeisterschaft im selben Jahr. Anschließend übernahm er noch einmal für mehrere Jahre den Trainerposten beim Club América und führte ihn zum Pokalsieg in den Jahren 1954 und 1955 sowie zum Gewinn des Supercups 1955. Mit dem dreimaligen Gewinn der Copa México ist Vial als Trainer Rekordpokalsieger dieses Wettbewerbs.
Interessant ist, dass er als Trainer dreimal Pokalsieger wurde und im Endspiel jeweils die Mannschaft des Club Deportivo Guadalajara besiegt wurde. Ferner ist bemerkenswert, dass Vial – als Spieler und als Trainer – insgesamt viermal Pokalsieger, aber nicht ein einziges Mal Meister wurde.

## Erfolge

### Als Spieler
- Copa México: 1938 (mit América)

### Als Trainer
- Copa México; 1951 (mit Atlante), 1954 und 1955 (mit América)
- Campeón de Campeones: 1955 (mit América)